# Ana Grilo
Ana Grilo é uma editora, tradutora e crítica literária brasileira radicada no Reino Unido. Em 2020, tornou-se a primeira brasileira a ganhar o Prêmio Hugo, graças ao seu trabalho em parceria com Thea James em The Book Smugglers, na categoria "melhor fanzine".